# Campagne-lès-Hesdin
Campagne-lès-Hesdin is een gemeente in het Franse departement Pas-de-Calais (regio Hauts-de-France). De gemeente maakt deel uit van het arrondissement Montreuil. Campagne-lès-Hesdin telde op 1 januari 2022 1.944 inwoners.

## Geschiedenis
Campagne hoorde in de middeleeuwen toe aan de Abdij van Saint-Riquier. De abdij groepeerde in de 10de eeuw haar bezittingen in de streek tot één parochie, Ricquebourg, die onder meer Campagne, Maresquel, Grémécourt en Aulnoy omvatte.
Een oude vermelding van Campagne gaat terug tot de 11de eeuw als Campania. De plaats lag vroeger nabij de grens tussen Frankrijk en de Spaanse Nederlanden en leed meermaals onder plunderingen. In 1777 werd Campagne als parochie onafhankelijk van Ricquebourg, dat als parochie aan belang verloor en uiteindelijk als afzonderlijk dorp verdween en opging in Maresquel.
Op het eind van het ancien régime werd Campagne-lès-Hesdin een gemeente. In 1834 werd de naburige gemeente Saint-André-au-Bois opgeheven en verdeeld onder de gemeenten Boisjean, Campagne, Gouy-Saint-André en Maresquel. De ontbonden gemeente Saint-André-au-Bois omvatte nog de site van de Abdij van Saint-André-aux-Bois, die bij de Franse Revolutie was verdwenen, en vroegere gronden en hoeves die van de abdij afhankelijk waren. Bij de gemeente Campagne-lès-Hesdin werden de hoeve en gronden van Valivon en Brunehaut Pré aangehecht.

## Geografie
De oppervlakte van Campagne-lès-Hesdin bedroeg op 1 januari 2022 15,64 vierkante kilometer; de bevolkingsdichtheid was toen 124,3 inwoners per km². In het noordoosten van de gemeente ligt het gehucht Neuvillette. In het noorden ligt het gehuchtje Valivon, in het westen Brunehaut Pré.

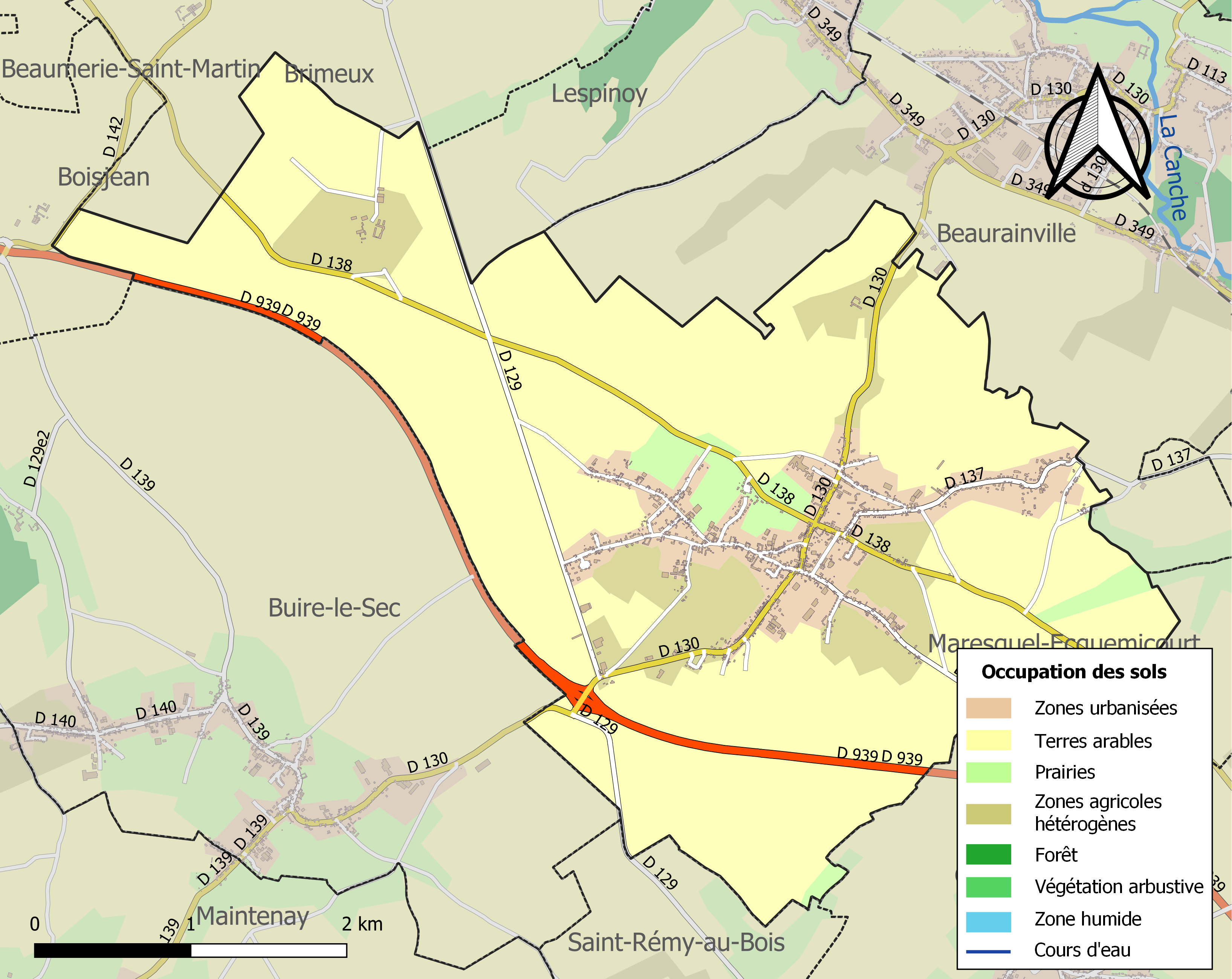
Kaart van de gemeente met belangrijkste infrastructuur, bodemgebruik en omliggende gemeenten

## Bezienswaardigheden
- De Église Saint-Martin

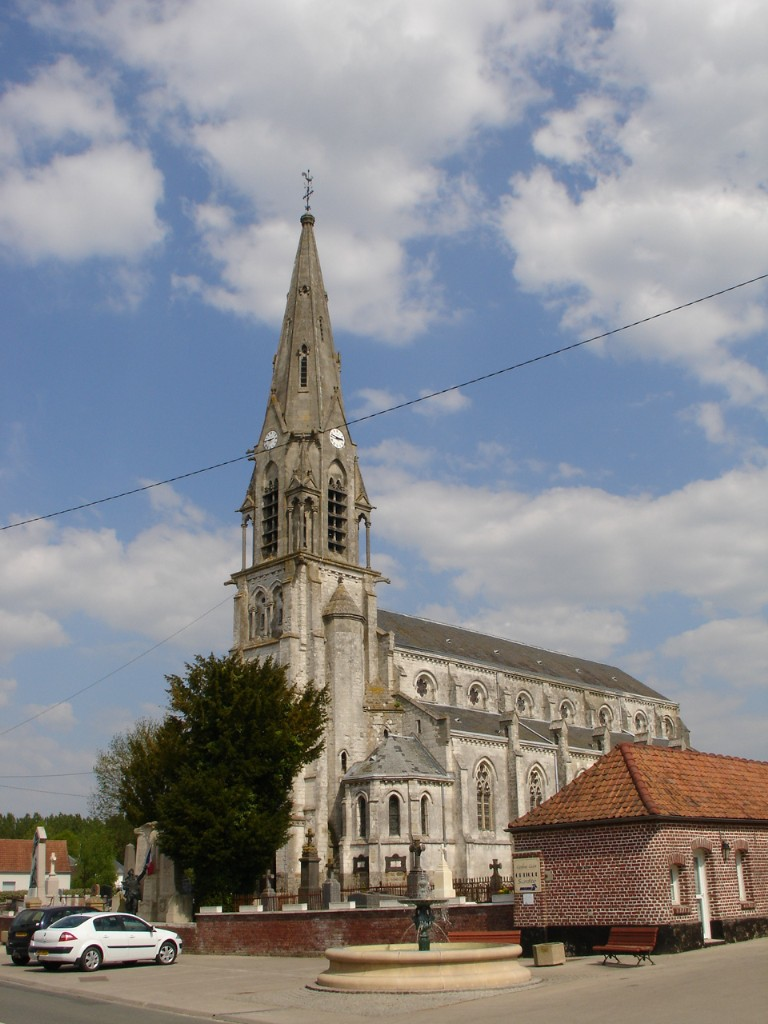
Église Saint-Martin

- Het Château de Valivon dateert uit de tweede helft van de 18de eeuw. Het werd in 1977 ingeschreven als monument historique.

## Demografie
Onderstaande figuur toont het verloop van het inwonertal (bron: INSEE-tellingen).